# Den Aurelianske Mur
Den Aurelianske Mur (italiensk: Mura aureliane) er en række bymure bygget mellem 271 e.Kr. og 275 e.Kr. i Rom, Italien, under den romerske kejser Aurelians regeringstid. De afløste den tidligere Serviusmuren bygget i det 4. århundrede f.Kr.
Murene omsluttede alle Roms syv høje plus Campus Martius og Trastevere-området på højre bred af Tiberen. Flodbredderne inden for byens grænser ser ud til at være blevet efterladt ubefæstede, selvom de blev befæstet langs Campus Martius. Størrelsen af hele det lukkede område er 1.400 hektar (ca. 13,7 km2). Muren skar gennem befolkede områder, da byen dengang i virkeligheden omfattede 2.400 hektar (ca. 23,7 km2). Plinius den Ældre sagde i det første århundrede e.Kr., at de tætbefolkede områder, extrema tectorum ("grænserne for de overdækkede områder"), strakte sig 2,8 kilometer fra Den Gyldne Milepæl i Forum Romanum.

## Konstruktion
Hele området havde en omkreds på 19 kilometer og et areal på 13,7 km2. Muren blev bygget i murstensbeklædt beton og var 3,5 meter tykke og 8 meter høje – med et kvadratisk tårn hver 100 romerske fod (29,6 meter).
I det 4. århundrede blev murens højde fordoblet til 16 meter i forbindelse med et renoveringsprojekt. I 500 e.Kr. omfattede muren 383 tårne, 7.020 kreneleringer, 18 hovedporte, 5 bagporte, 116 latriner og 2.066 store udvendige vinduer.

## Historie
Ved det 3. århundrede e.Kr. var Roms grænser vokset langt ud over området omgivet af den gamle Serviusmuren, bygget under perioden for den Romerske Republik i slutningen af det 4. århundrede f.Kr. Rom var forblevet ubefæstet i de efterfølgende århundreder i takt med udvidelser og konsolidering på grund af en mangel på en fjendtlig trussel. Romerne var meget stolte af at vide, at Rom ikke krævede nogen befæstninger på grund af den stabilitet, som Pax Romana og beskyttelsen af den romerske hær havde bragt. Behovet for at udbygge forsvaret af Rom blev imidlertid akut i forbindelse med krisen i det tredje århundrede, idet forskellige germanske stammer bevægede sig gennem grænsen, og den romerske hær kæmpede for at stoppe dem. I 270 invaderede grupper af juthungi og vandaler det nordlige Italien og påførte romerne et alvorligt nederlag ved Placentia (moderne Piacenza), før de til sidst blev drevet tilbage. Yderligere problemer brød ud i selve Rom i sommeren 271, da møntarbejderne gjorde oprør. Flere tusinde mennesker døde i de efterfølgende hårde kampe.
Aurelians opførelse af murene, som en nødforanstaltning, var en reaktion på invasionen af 270. Historikeren Aurelius Victor udtaler eksplicit, at projektet havde til formål at afhjælpe byens sårbarhed. Det kan også have været hensigten at sende et politisk signal som en erklæring om, at Aurelian stolede på, at folket i Rom ville forblive loyale, samt fungere som en offentlig erklæring om kejserens faste magtgreb. Opførelsen af murene var det største byggeprojekt, der havde fundet sted i Rom i mange årtier, og deres opførelse var et konkret udtryk for Roms fortsatte styrke. Byggeprojektet blev (usædvanligt) overladt til borgerne selv at gennemføre, da Aurelian ikke havde råd til at undvære en eneste legionær til projektet. Roden til denne uortodokse praksis var den nært forestående trussel fra de fremmede stammer kombineret med den vaklende styrke af militæret som helhed, som følge af at have udsat for år med blodig borgerkrig, hungersnød og Cyprian-pesten.
Murene blev bygget på kun fem år, selvom Aurelian selv døde før afslutningen af projektet. Fremskridtene blev fremskyndet, og penge blev sparet ved at inkorporere eksisterende bygninger i strukturen. Disse omfattede Amphitheatrum Castrense, Castra Praetoria, Cestius-pyramiden og endda en del af Aqua Claudia-akvædukten nær Porta Maggiore. Så meget som en sjettedel af murerne anslås at have været sammensat af allerede eksisterende strukturer. Et område bag murene blev ryddet, og vagtpassager blev bygget for at kunne styrke det hurtigt i en nødsituation.
Den faktiske effektivitet af muren er diskutabel, givet den relativt lille størrelse af byens garnison. Hele den samlede styrke af prætorianergarden, cohortes urbanae og Roms vigiles var kun omkring 25.000 mand – alt for få til at forsvare hele murens omkreds tilstrækkeligt. Imidlertid var murens militære hensigt ikke at modstå langvarig belejringskrig. Det var ikke almindeligt, at de invaderende hære belejrede byer, da de ikke var tilstrækkeligt udstyret og forsynet til en sådan opgave. I stedet foretog de "hit-and-run"-razziaer mod dårligt forsvarede mål. Muren var et afskrækkende middel mod sådanne taktikker.
Dele af muren blev fordoblet i højden af Maxentius i perioden 306 - 312 e.Kr., som også forbedrede vagttårnene. I 401 – under Honorius – blev murene og portene forbedret. På dette tidspunkt var Hadrians grav på den anden sode af Tiberen blevet inkorporeret som en fæstning i byens forsvar.

## Senere brug
Den Aurelianske Mur standsede det arabiske angreb mod Rom i 846 og begrænsede røvernes plyndring og ødelæggelser af historiske skatte til områder uden for murene – herunder basilikaerne ved Peterskirken og San Paolo fuori le Mura. Denne sårbarhed tilskyndede opførelsen af Den Leoninske Mur fra 848 til 852 for at omkranse Vatikanhøjen.
Den Aurelianske Mur fortsatte som et betydeligt militært forsvar for byen Rom indtil 20. september 1870, da Bersaglieri fra Kongeriget Italien brød muren nær Porta Pia og erobrede Rom. Murene definerede også grænsen for byen Rom frem til det 19. århundrede, hvor det bebyggede område var begrænset til det muromkransede område.
Den Aurelianske Mur er i dag bemærkelsesværdigt velbevarede – hovedsagelig som følge af deres konstante brug som Roms primære befæstning indtil det 19. århundrede. Museo delle Mura nær Porta San Sebastiano tilbyder information om murenes konstruktion, og hvordan forsvaret fungerede. De bedst bevarede dele af murene findes fra Muro Torto (Villa Borghese) til Corso d'Italia til Castro Pretorio; fra Porta San Giovanni til Porta Ardeatina; fra Porta Ostiense til Tiberen; og omkring Porta San Pancrazio.

## Porte
En liste over portene (porte), fra den nordligste port og med uret:
- Porta del Popolo (Porta Flaminia) – her begynder via Flaminia
- Porta Pinciana
- Porta Salaria – her begynder via Salaria
- Porta Pia – her begynder det nye via Nomentana
- Porta Nomentana – her begyndte den gamle via Nomentana
- Porta Praetoriana – gammel indgang til Castra Praetoria, prætorianergardens lejr
- Porta Tiburtina – her begynder via Tiburtina
- Porta Maggiore (Porta Praenestina) – her mødes tre akvædukter, og via Praenestina begynder
- Porta San Giovanni – nær Basilica di San Giovanni i Laterano
- Porta Asinaria – her begynder den gamle via Tuscolana
- Porta Metronia
- Porta Latina – her begynder via Latina
- Porta San Sebastiano (Porta Appia) – her begynder Via Appia
- Porta Ardeatina
- Porta San Paolo (Porta Ostiense) – ved siden af Cestius-pyramiden, der fører til Basilica di San Paolo fuori le Mura, her begynder via Ostiense

Porte i Trastevere (fra den sydligste og med uret):
- Porta Portuensis
- Porta Aurelia / San Pancrazio
- Porta Settimiana
- Porta Aurelia-Sancti Petri (også kendt som Porta Cornelia)

## Galleri
- Porta Asinaria.
- En del af muren nærCestius-pyramiden.
- En indvendig udsigt over de aureliaanske vægge nærPorta San Sebastiano.
- Et restaureret afsnit mellem tårne på muren.
- Dele af den romerske mur og dens tårn er blevet boligejendomme iRom.
- De 1700 år gamle vægge blev bygget af teglsten og beton.
- En latrin (omkranset med rødt) indbygget i muren nær Porta Salaria.

## Eksterne links
- Museum of the Walls – officielle hjemmeside
- Article about Walls, 2023